# Filip Bačkulja
Filip Bačkulja (serbisch-kyrillisch Филип Бачкуља; * 25. Juni 2002 in Kraljevo) ist ein serbischer Fußballspieler.

## Karriere

### Verein
Bačkulja begann seine Karriere beim FK Kiker Kraljevo. Zur Saison 2019/20 wechselte er zum FK Brodarac. Zur Saison 2020/21 wechselte er zum österreichischen Zweitligisten FC Juniors OÖ, bei dem er einen bis Juni 2022 laufenden Vertrag erhielt. Sein Debüt in der 2. Liga gab er im Februar 2021, als er am 15. Spieltag jener Saison gegen den FC Wacker Innsbruck in der 72. Minute für Sebastian Kapsamer eingewechselt wurde. Für die Juniors kam er insgesamt zu sechs Zweitligaeinsätzen, zudem kam er häufig für die U-18 der Oberösterreicher zum Einsatz. Nach der Saison 2020/21 verließ er Österreich wieder und wechselte leihweise in seine Heimat zum Erstligisten FK Metalac.

### Nationalmannschaft
Bačkulja spielte im 2019 viermal für die serbische U-18-Auswahl.